# Capítol (catolicisme)
Dins del catolicisme el capítol és l'assemblea periòdica dels membres d'una catedral, col·legiata o monestir, reunida per a certes pràctiques de pietat o per a prendre acords d'interès comú.
Dins d'una catedral el capítol catedralici és la corporació formada per canonges com a consell del bisbe a les catedrals; té també al seu càrrec, amb l'auxili dels beneficiats, la celebració solemne de l'ofici.
El capítol es reuneix a l'aula capitular o sala capitular.
|  |  |